# Sommer-Paralympics 2012/Teilnehmer (Chile)
| stlisierte Goldmedaille | stlisierte Silbermedaille | stlisierte Bronzemedaille |
| ----------------------- | ------------------------- | ------------------------- |
| 1                       | —                         | —                         |

Chile entsendete zu den Paralympischen Sommerspielen 2012 in London eine aus sieben Sportlern bestehende Mannschaft.

## Medaillen

### Medaillenspiegel
| Medaillenspiegel Deutschland |                |                              |                           |                           |        |
| Platz                        | Sportart       | Goldmedaille – Olympiasieger | Silbermedaille – 2. Platz | Bronzemedaille – 3. Platz | Gesamt |
| 01                           | Leichtathletik | 01                           | 0                         | 0                         | 1      |

### Medaillengewinner

#### Gold
| Name                | Sportart       | Wettkampf                    |
| ------------------- | -------------- | ---------------------------- |
| Cristian Valenzuela | Leichtathletik | 5000-Meter-Lauf (T11) Männer |

## Teilnehmer nach Sportart

### Leichtathletik
Männer:
- Cristian Valenzuela

### Rollstuhltennis
Frauen:
- Francisca Mardones
- Maria-Antonieta Ortiz

Männer:
- Robinson Méndez
- Diego Pérez

### Schwimmen
Frauen:
- Francisca Castro

### Tischtennis
Männer:
- Cristian Dettoni